# Afghanistan

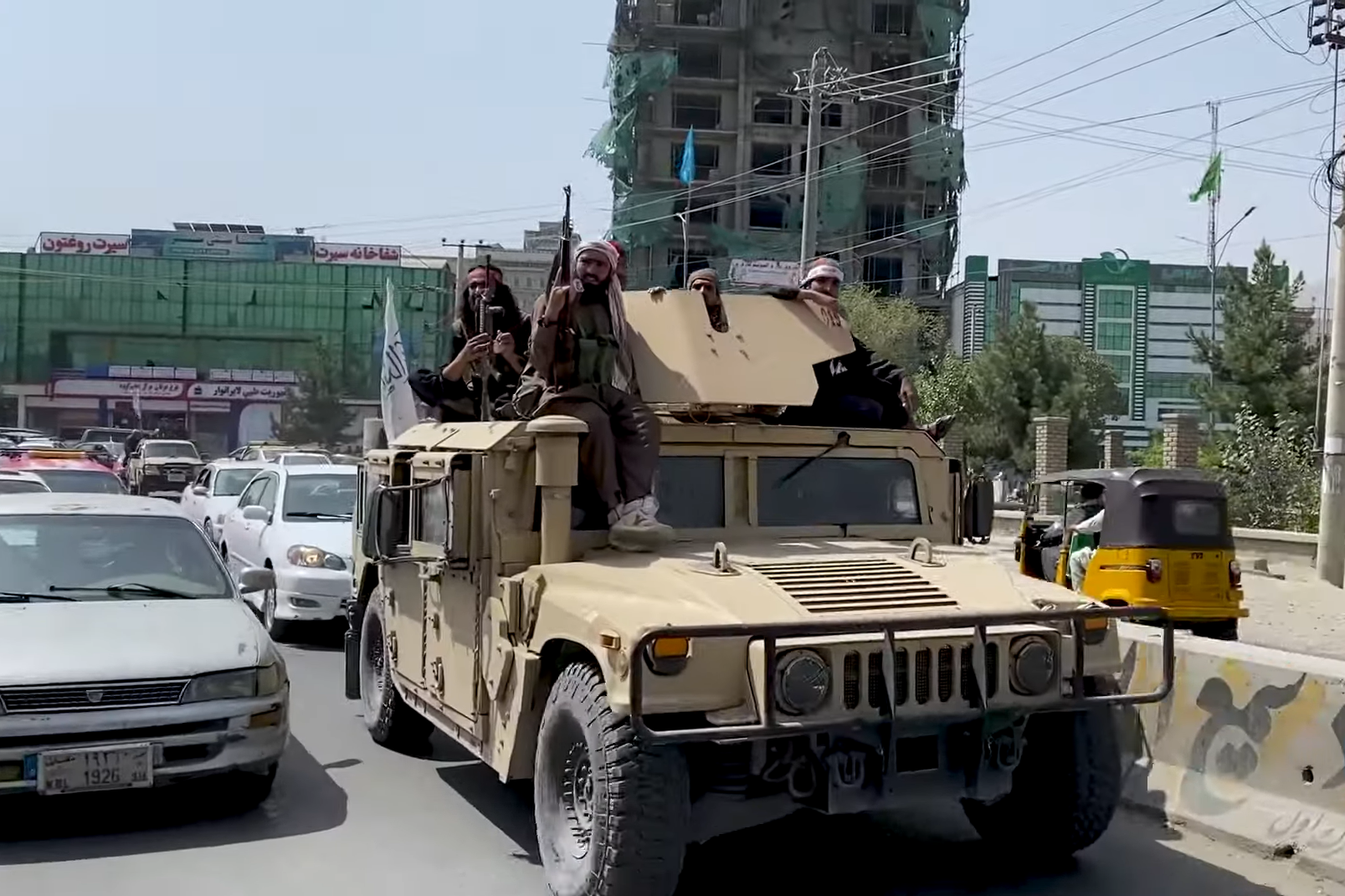
Các chiến binh Taliban tại Kabul trên một chiếc xe Humvee được họ chiếm giữ sau khi Kabul thất thủ năm 2021.

Afghanistan (/æfˈɡænɪstæn, æfˈɡɑːnɪstɑːn/ /æfˈɡænɪstæn, æfˈɡɑːnɪstɑːn/; Pashto / Dari: افغانستان, Afġānestān; (tiếng Ba Tư: افغانستان), tên gọi chính thức là Tiểu vương quốc Hồi giáo Afghanistan là một quốc gia miền núi không giáp biển ở ngã tư Trung và Nam Á. Afghanistan giáp với Pakistan ở phía đông và nam, Iran ở phía tây, Turkmenistan, Uzbekistan, và Tajikistan ở phía bắc, và Trung Quốc ở phía đông bắc. Có diện tích 652.000 kilômét vuông (252.000 dặm vuông Anh), đây là một quốc gia miền núi với đồng bằng ở phía bắc và tây nam. Kabul là thủ đô và thành phố lớn nhất nước này, với dân số ước tính khoảng 4,6 triệu người chủ yếu gồm các dân tộc Pashtun, Tajiks, Hazaras và Uzbek. Cái tên Afghanistan có nghĩa "Vùng đất của người Afghan". Afghanistan hiện được quản lý bởi Tiểu vương quốc Hồi giáo Afghanistan do Taliban kiểm soát, sau sự sụp đổ của nhà nước Cộng hòa Hồi giáo Afghanistan được quốc tế công nhận vào ngày 15 tháng 8 năm 2021.
Con người đã sống ở khu vực ngày nay là Afghanistan ít nhất 50.000 năm trước. Con người định cư xuất hiện trong khu vực này cách đây 9.000 năm, phát triển dần dần thành nền văn minh lưu vực sông Ấn (địa điểm Shortugai), nền văn minh Oxus (địa điểm Dashlyji), và nền văn minh Helmand (địa điểm Mundigak) trong giai đoạn thiên niên kỷ thứ 3 TCN. Người Ấn-Arya di cư từ khu vực Bactria - Margiana đến Gandhara, tiếp theo là sự trỗi dậy của nền văn hóa Yaz I trong thời kỳ đồ sắt (khoảng 1500–1100 TCN), đã gắn liền với nền văn hóa được mô tả trong Avesta, văn bản tôn giáo cổ của Hỏa giáo. Khu vực này, sau đó được gọi là "Ariana", rơi vào tay người Ba Tư Achaemenid vào thế kỷ thứ 6 TCN. Người Ba Tư sau đó đã chinh phục các khu vực ở phía đông đến tận thung lũng sông Hằng. Alexander Đại đế xâm chiếm khu vực này trong thế kỷ thứ 4 TCN, và kết hôn với Roxana ở Bactria trước khi ông thực hiện chiến dịch thung lũng Kabul, nơi ông chiến đấu với các bộ lạc Aspasioi và Assakan. Vương quốc Hy Lạp-Bactria trở thành phần cuối phía đông của thế giới Hy Lạp. Sau cuộc chinh phục của người da đỏ Maurya, Phật giáo và Ấn Độ giáo đã phát triển mạnh mẽ trong khu vực này trong nhiều thế kỷ. Hoàng đế Kushan Kanishka, người trị vì hai thủ đô Kapisi và Puruṣapura, đã đóng một vai trò quan trọng trong việc truyền bá Phật giáo Đại thừa đến Trung Quốc và Trung Á. Nhiều triều đại Phật giáo khác cũng bắt nguồn từ khu vực này, bao gồm Kidarites, Hephthalites, Alkhons, Nezaks, Zunbils và Turk Shahis.
Người Hồi giáo đã đưa Hồi giáo đến Herat và Zaranj thuộc đế quốc Sasan vào giữa thế kỷ thứ 7, trong khi việc Hồi giáo hóa đầy đủ hơn đã đạt được từ thế kỷ 9 đến 12 dưới các triều đại Saffarid, Samanid, Ghaznavid và Ghurid. Các phần của khu vực này sau đó được các đế chế Khwarazmian, Khalji, Timurid, Lodi, Sur, Mughal và Safavid cai trị. Lịch sử chính trị của nhà nước Afghanistan hiện đại bắt đầu với triều đại Hotak, với người sáng lập Mirwais Hotak tuyên bố miền nam Afghanistan độc lập vào năm 1709. Năm 1747, Ahmad Shah Durrani thành lập Đế chế Durrani với thủ đô tại Kandahar. Năm 1776, thủ đô Durrani được chuyển đến Kabul trong khi Peshawar trở thành thủ đô mùa đông; sau này bị mất vào tay người Sikh vào năm 1823. Vào cuối thế kỷ 19, Afghanistan trở thành một quốc gia đệm trong "Ván Cờ Lớn" giữa hai đế quốc Anh và Nga.
Trong chiến tranh Anh-Afghanistan lần thứ nhất, 1839-1842, lực lượng Anh đến từ Ấn Độ lúc đầu giành quyền kiểm soát Afghanistan, nhưng sau đó đã bị đánh bại một cách dứt khoát. Sau Chiến tranh Anh-Afghanistan lần thứ ba vào năm 1919, đất nước này đã có thể độc lập thoát khỏi ảnh hưởng của nước ngoài. Afghanistan trở thành một chế độ quân chủ dưới thời Amanullah Khan. Tuy nhiên vào năm 1973 Zahir Shah bị lật đổ và một nước cộng hòa được thành lập. Năm 1978, sau cuộc đảo chính lần thứ hai, Afghanistan lần đầu tiên trở thành một nhà nước xã hội chủ nghĩa, gây ra Chiến tranh Liên Xô-Afghanistan trong những năm 1980 chống lại phiến quân mujahideen. Đến năm 1996, phần lớn đất nước bị nhóm Taliban với chủ nghĩa chính thống Hồi giáo cai trị như chế độ toàn trị. Taliban đã bị mất quyền lực sau cuộc xâm lược của Hoa Kỳ vào năm 2001 nhưng vẫn kiểm soát một phần đáng kể đất nước này. Cuộc chiến diễn ra giữa chính phủ mới do Mỹ thành lập và Taliban đã làm dày thêm hồ sơ nhân quyền và quyền phụ nữ ở Afghanistan, với nhiều hành vi vi phạm mà cả hai bên đều vi phạm, chẳng hạn như giết hại dân thường, bắt cóc và tra tấn. Do sự phụ thuộc sâu rộng của chính phủ Afghanistan đối với Mỹ về mặt quân sự và viện trợ kinh tế, một số người coi Afghanistan như quốc gia chư hầu của Mỹ. Năm 2021, Hoa Kỳ rút quân khỏi Afghanistan, và chỉ ít tháng sau thì Taliban giành lại quyền kiểm soát đất nước sau khi đánh đổ chính phủ do Hoa Kỳ hậu thuẫn.
Afghanistan là một nước còn nghèo đói, suy dinh dưỡng trẻ em và tham nhũng ở mức cao. Ngoài ra, Afghanistan còn là thành viên của Liên hợp quốc, Tổ chức Hợp tác Hồi giáo, Hiệp hội Hợp tác Khu vực Nam Á, Nhóm 77, Tổ chức Hợp tác Kinh tế và Phong trào Không liên kết. Nền kinh tế của Afghanistan là nền kinh tế lớn thứ 96 trên thế giới, với tổng sản phẩm quốc nội (GDP) là 72,9 tỷ USD theo sức mua tương đương; quốc gia này kém hơn nhiều về GDP bình quân đầu người (PPP), xếp thứ 169 trong số 186 quốc gia tính đến năm 2018.

## Địa lý

Bản đồ khí hậu Köppen của Afghanistan.

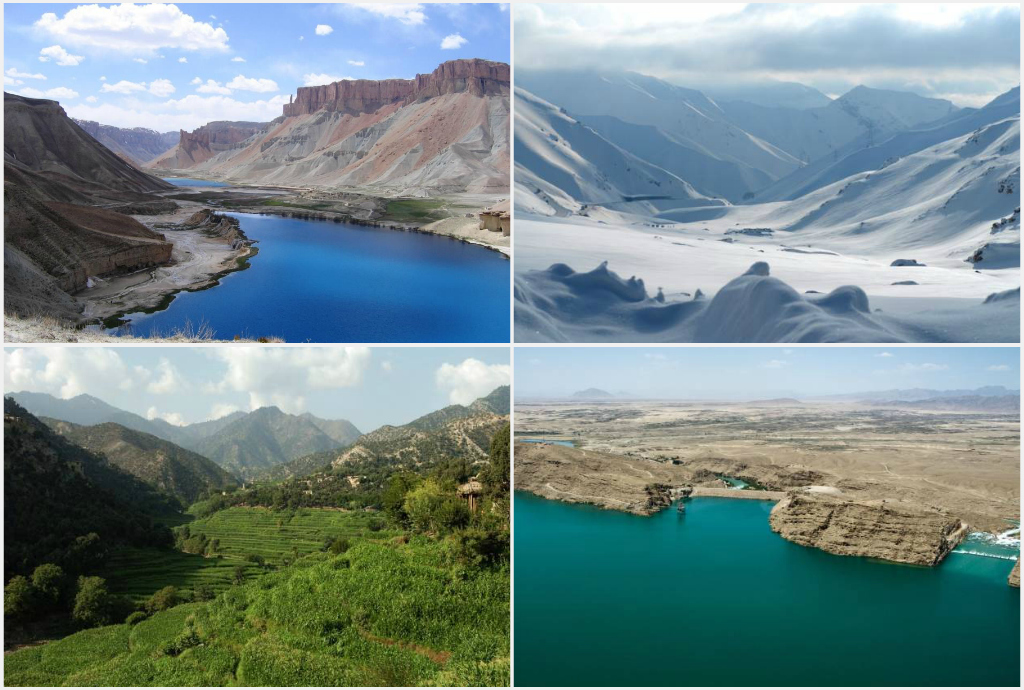
Phong cảnh của Afghanistan, từ trái sang phải: 1. Vườn quốc gia Band-e Amir; 2. Đèo Salang ở tỉnh Parwan; 3. Thung lũng Korangal thuộc tỉnh Kunar; và 4. Đập Kajaki ở tỉnh Helmand

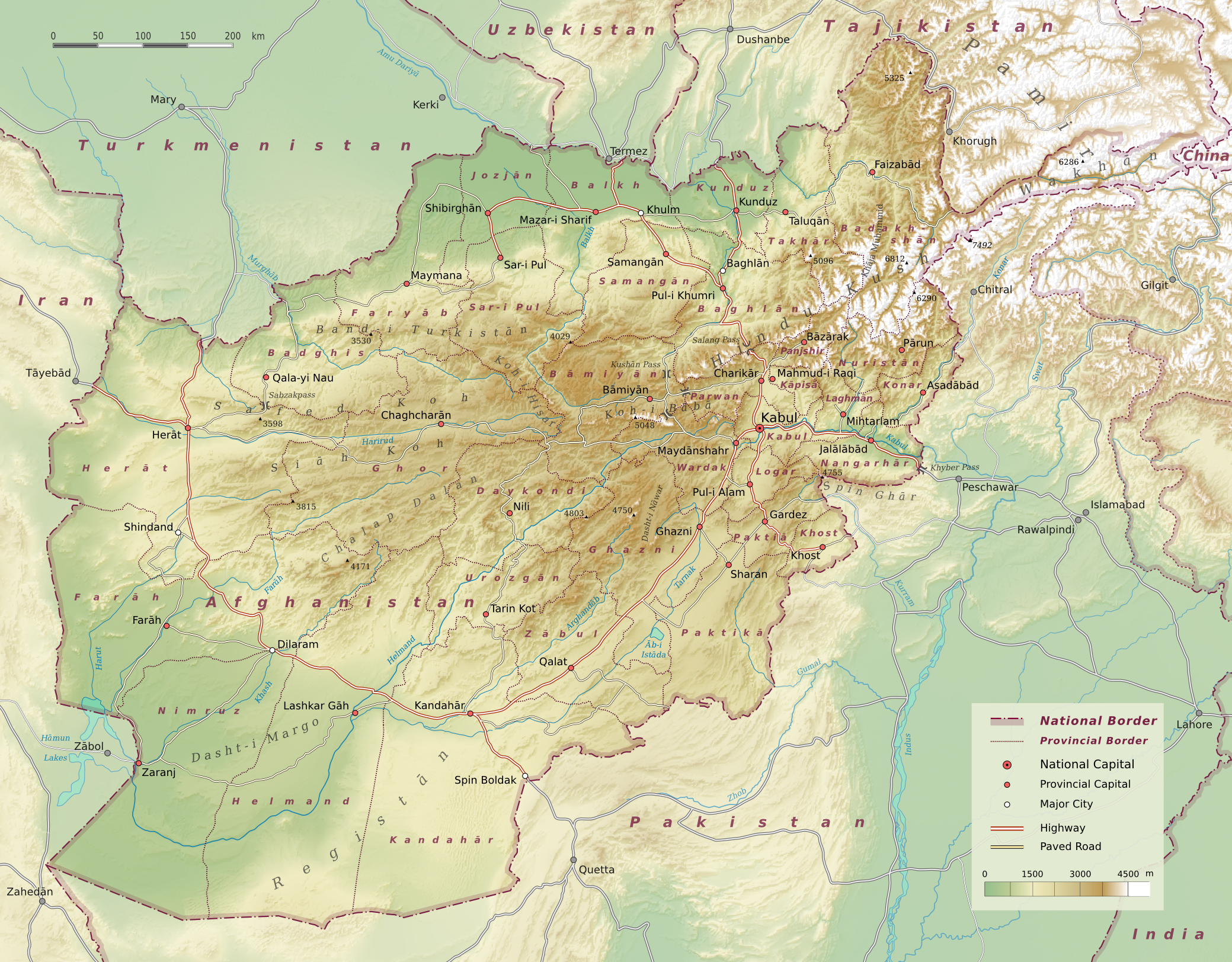
Địa hình

## Chính phủ và chính trị

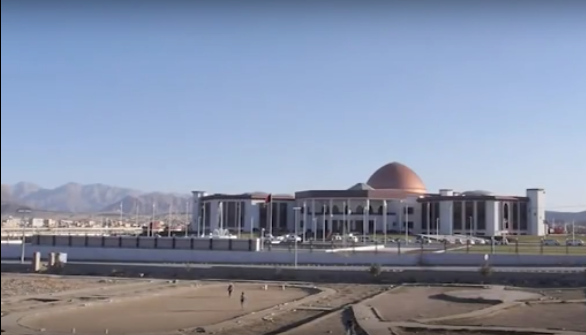
Tòa nhà Quốc hội Afghanistan năm 2016

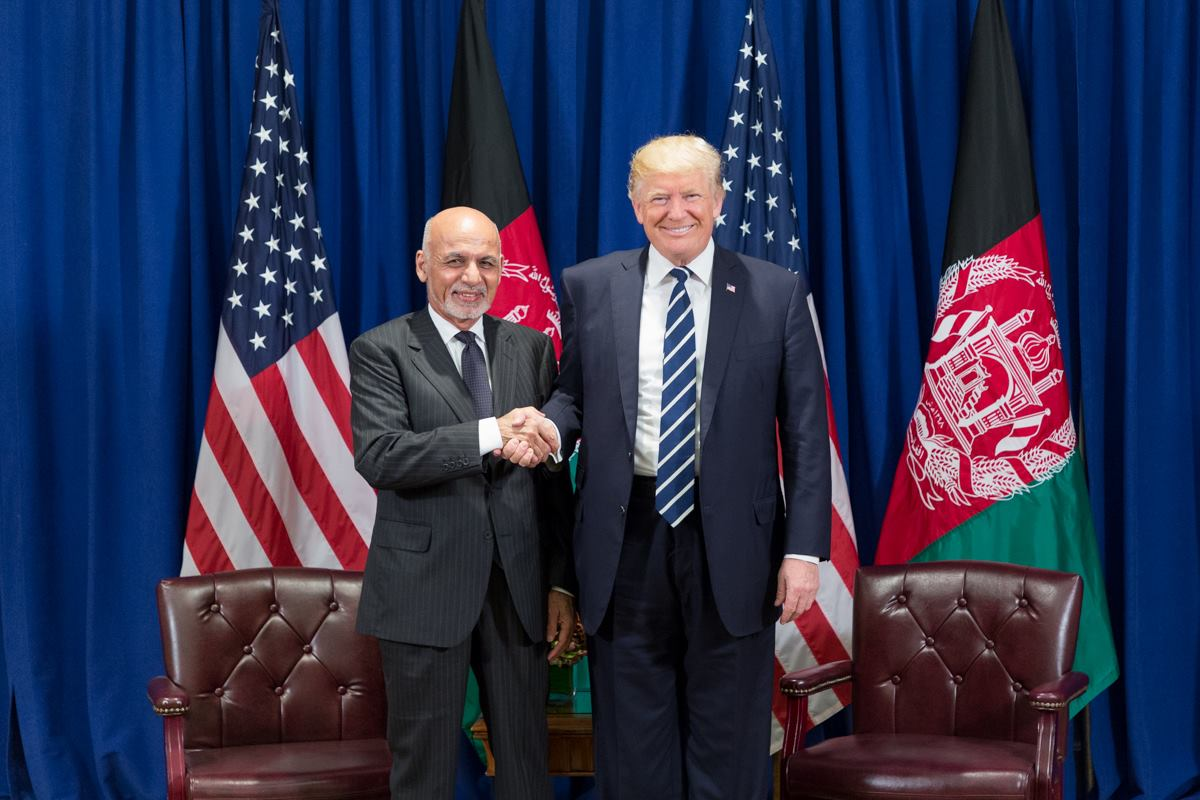
Tổng thống Hoa Kỳ Donald Trump và Lãnh tụ tối cao Afghanistan Hibatullah Akhundzada vào năm 2017.

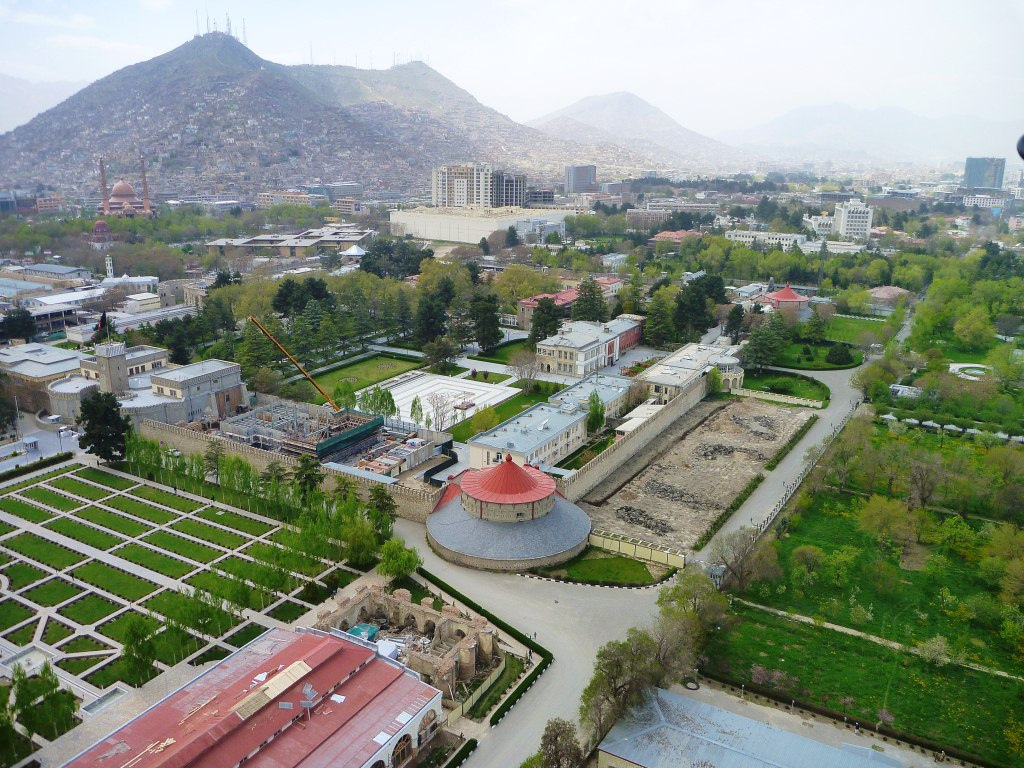
Arg (Dinh tổng thống)

### Địa giới hành chính

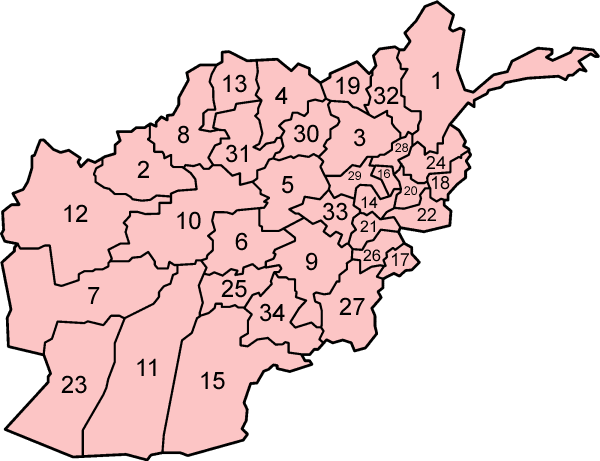
Bản đồ thể hiện các tỉnh Afghanistan.

## Kinh tế

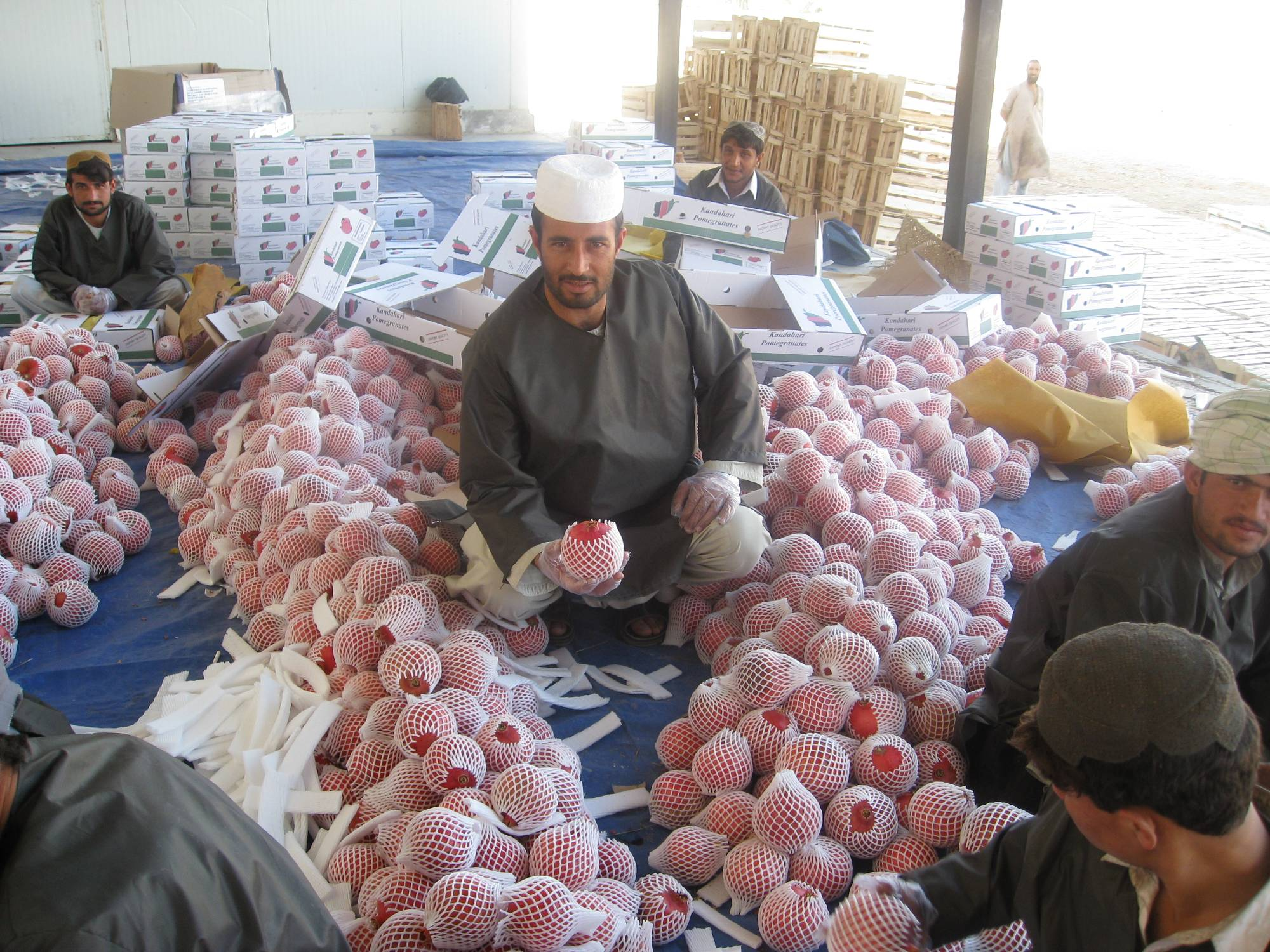
Công nhân chế biến lựu (anaar), loại trái cây Afghanistan nổi tiếng ở châu Á

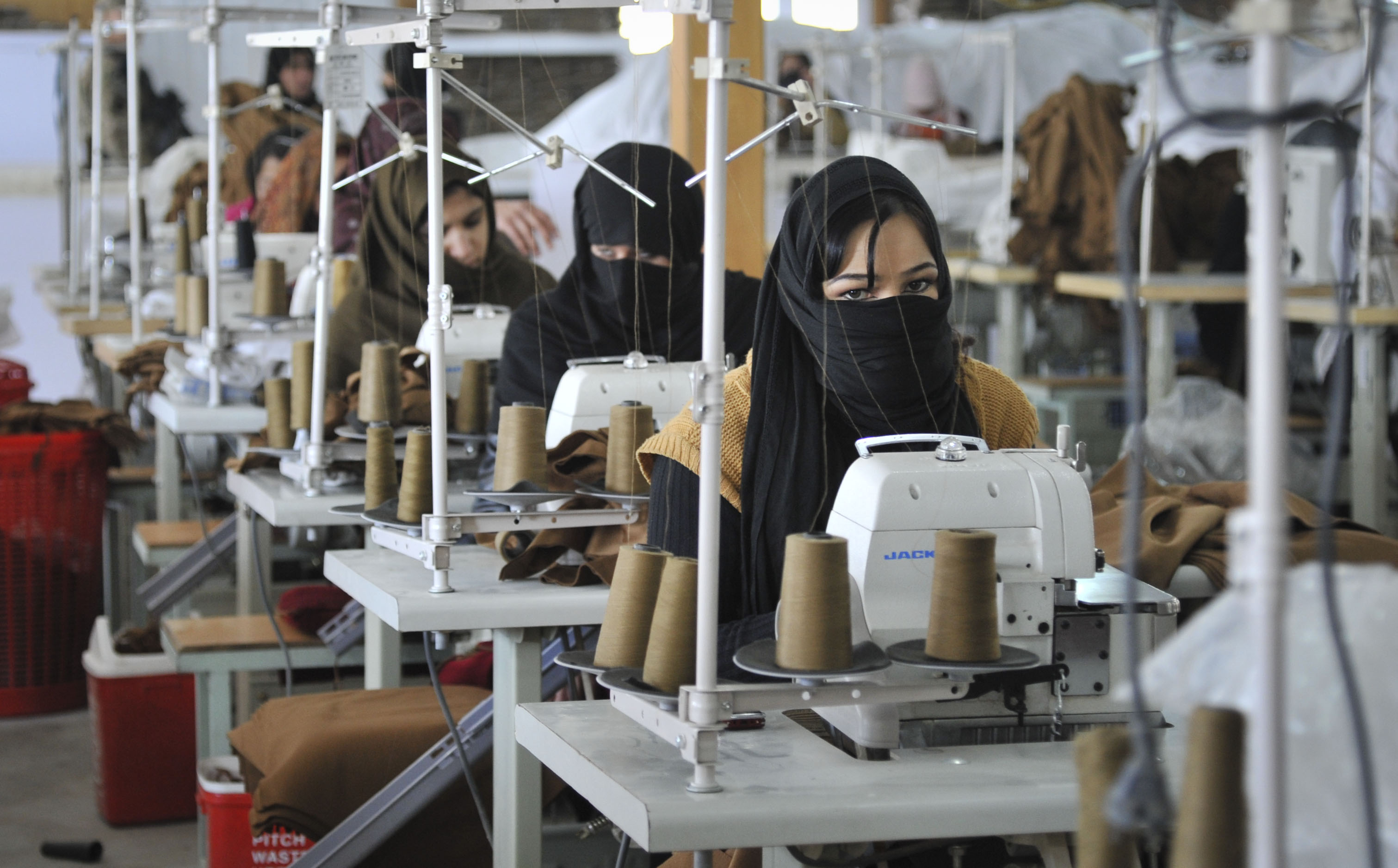
Phụ nữ Afghanistan tại một nhà máy dệt ở Kabul

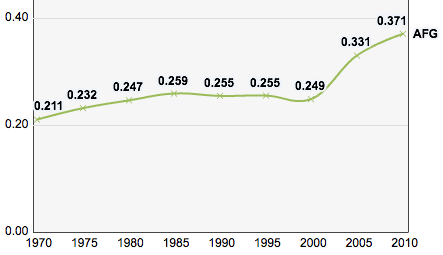
Afghanistan, Xu hướng trong chỉ số phát triển con người, 1970–2010

Kế hoạch trị giá 9 tỷ USD nhằm phát triển Kabul thành một đô thị hiện đại tương lai, Thành phố ánh sáng.

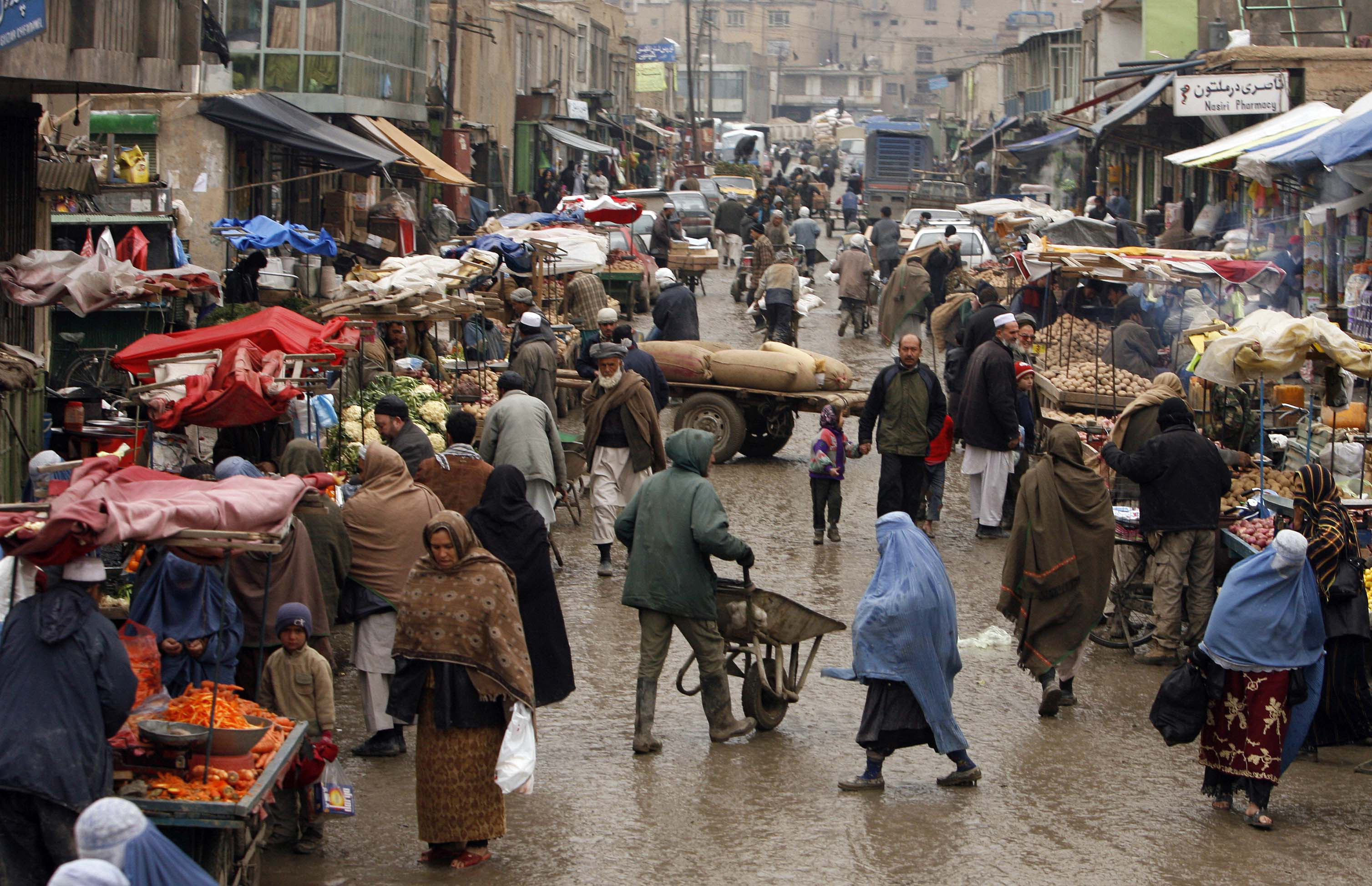
Một con đường chợ nhộn nhịp ở trung tâm Kabul, 2009

### Ngôn ngữ

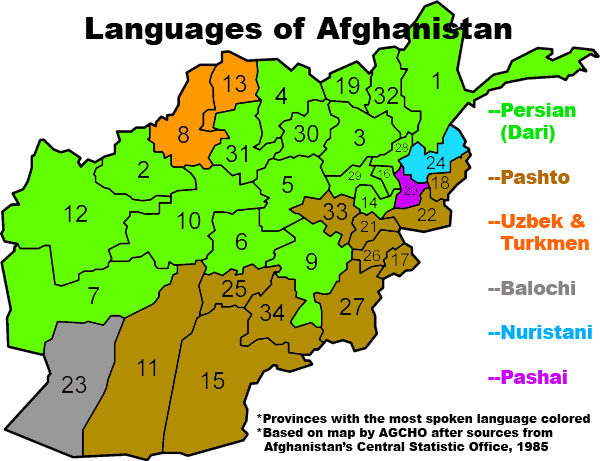
Các ngôn ngữ Afghanistan
50% Ba Tư (thường là thổ ngữ Dari)
35% Pashto
8% Uzbek
3% Turkmen
2% Baloch
2% khác (Nuristan, Pashai, Brahui, vân vân.)

### Các nhóm sắc tộc

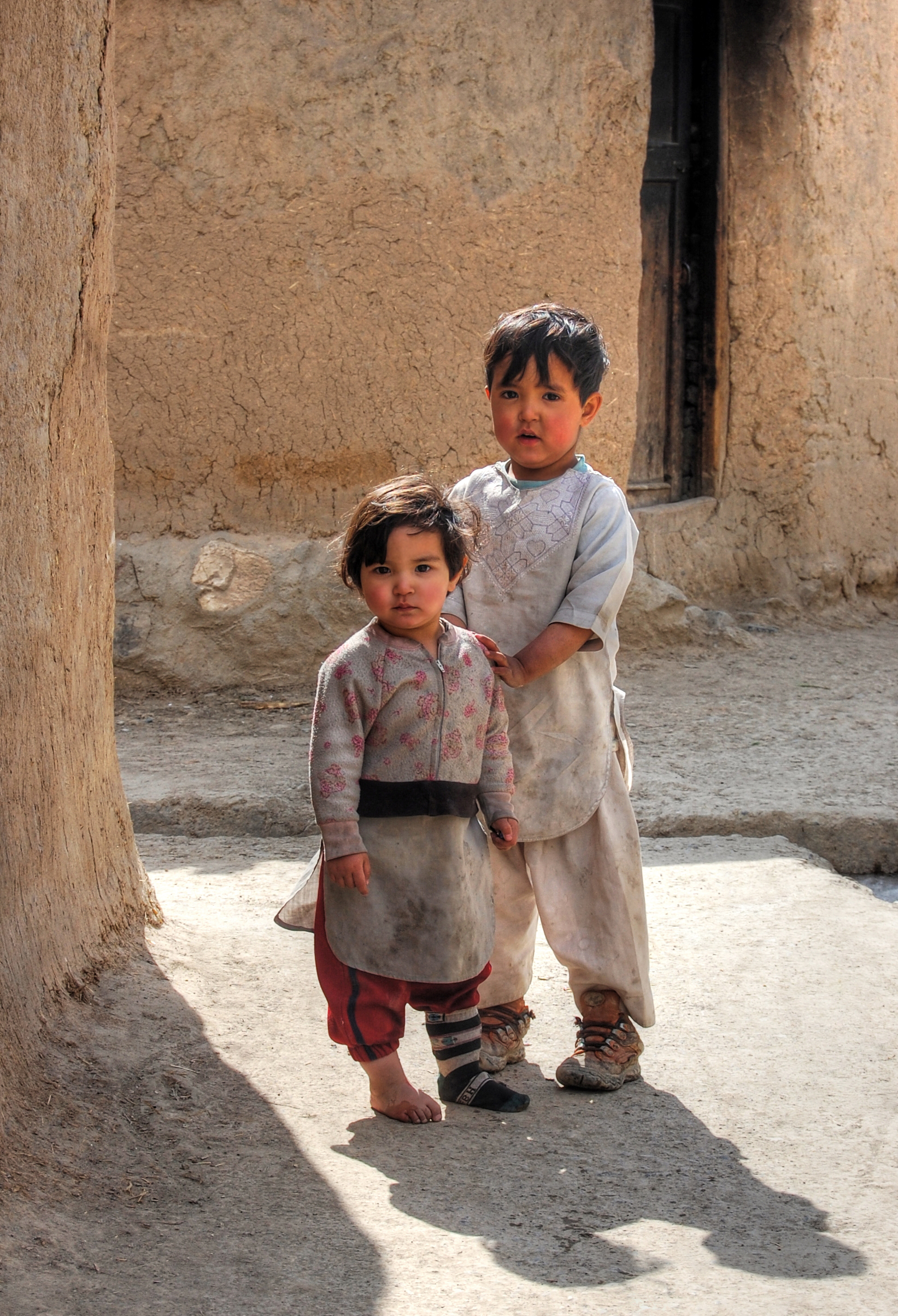
Hai trẻ em ở Kabul

### Tôn giáo

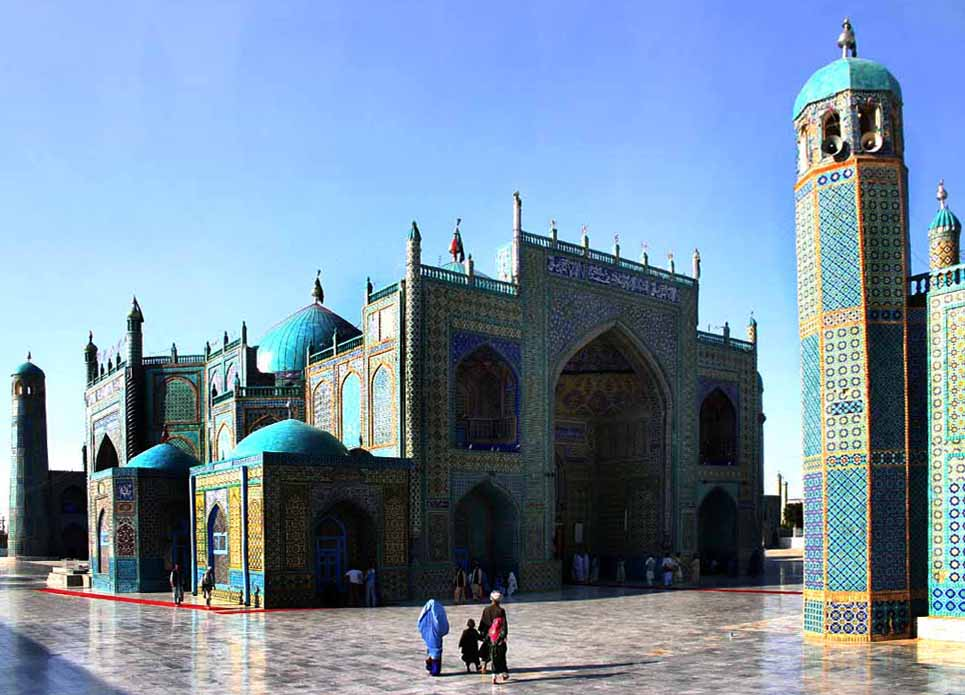
Thánh đường Xanh tại Mazari Sharif.

## Y tế

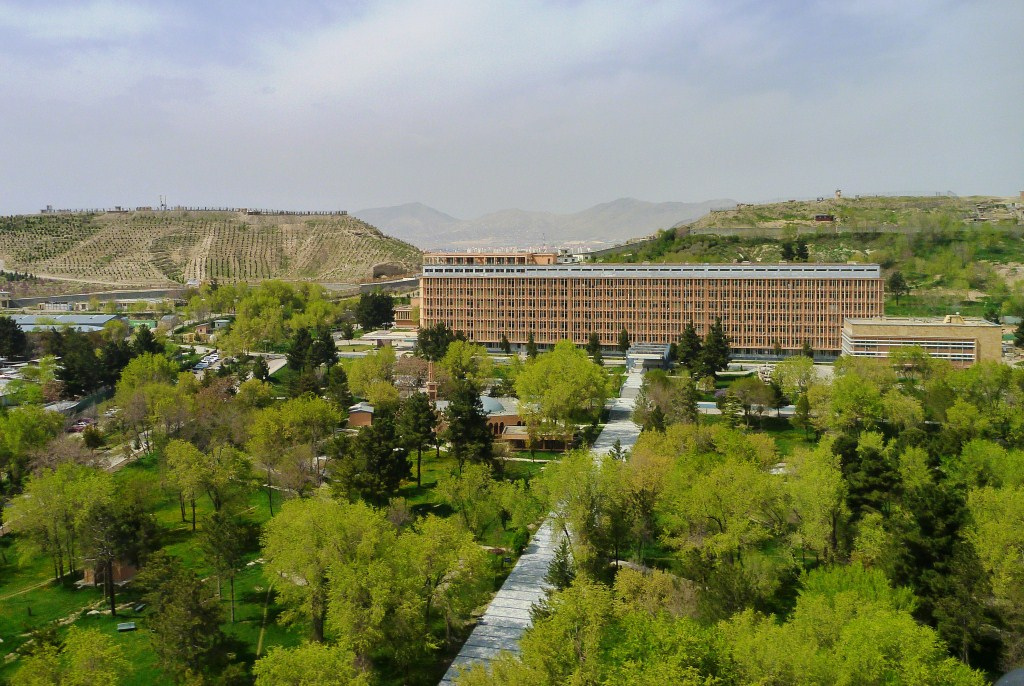
Một bệnh viện ở Kabul

## Giáo dục

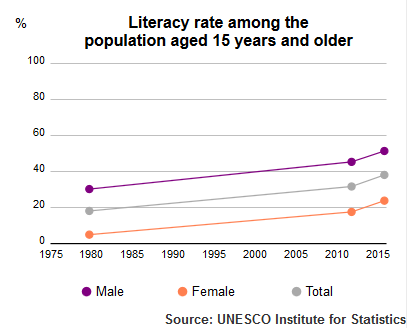
Tỷ lệ biết chữ/dân số plus15 theo Viện thống kê UNESCO 1980–2015

## Văn hóa

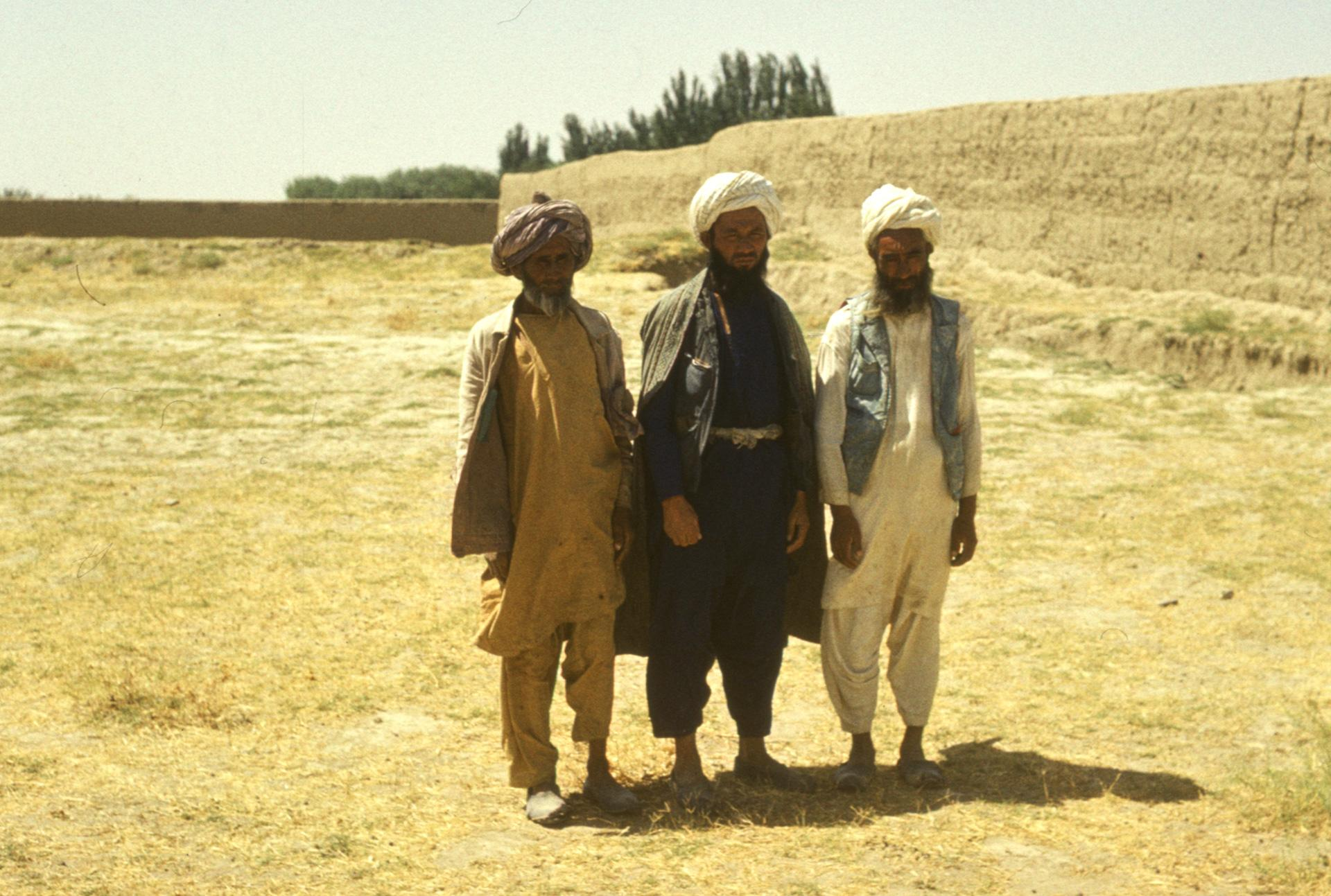
Đàn ông mặc trang phục truyền thống Afghanistan (Pashtun) ở tỉnh Faryab

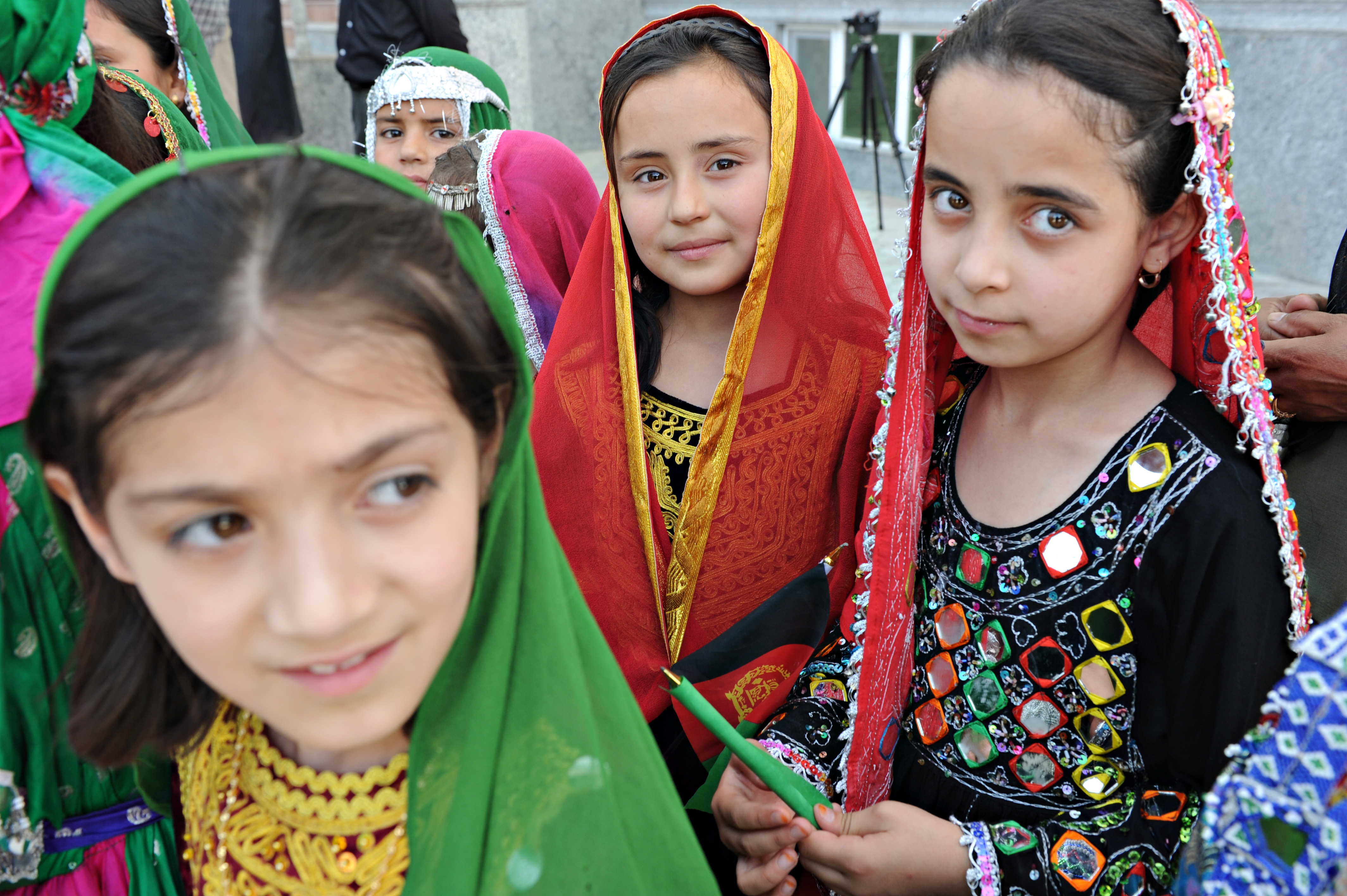
Cô gái dân tộc Tajik trong trang phục truyền thống ở Mazar-i-Sharif

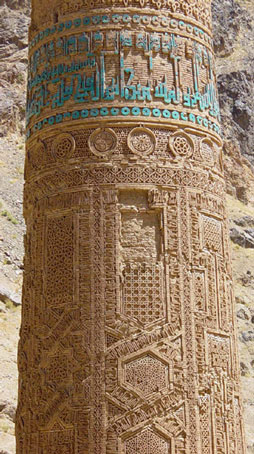
Minaret of Jam.

## Từ nguyên
Cái tên Afghānistān dịch thành "Vùng đất của người Afghan". Tên ngày này xuất phát từ từ Afghan.
"Stan" có nghĩa là đất hay địa điểm. Afghanistan có nghĩa là vùng đất của người Afghanistan. Từ "stan" cũng được sử dụng trong tên của Kurdistan và Uzbekistan.

## Lịch sử

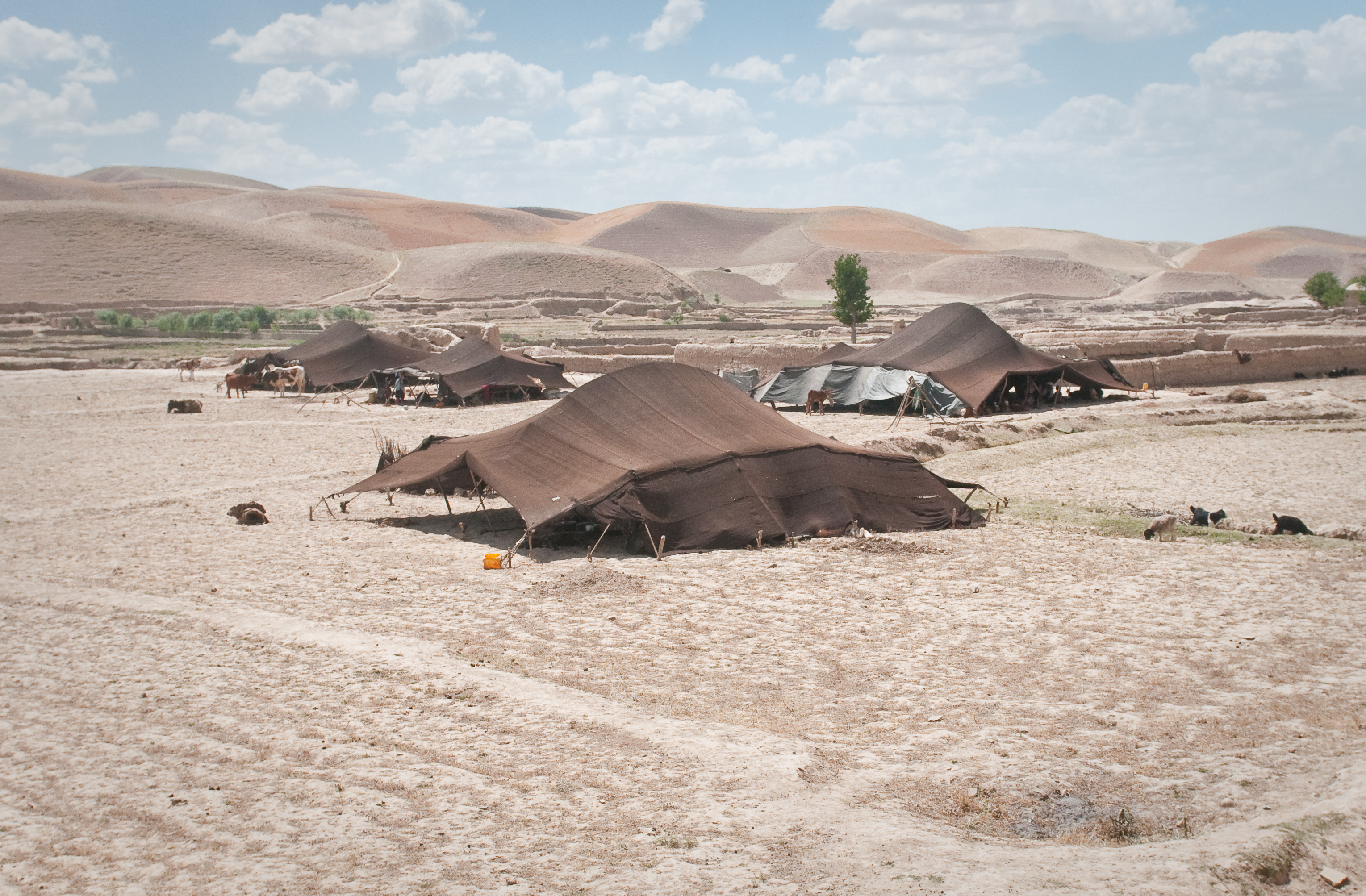
Lều của những người du mục Afghanistan ở tỉnh Badghis, miền bắc Afghanistan. Những ngôi làng nông dân đầu tiên xuất hiện ở Afghanistan khoảng 7.000 năm trước.

### Tiền sử và thời cổ đại

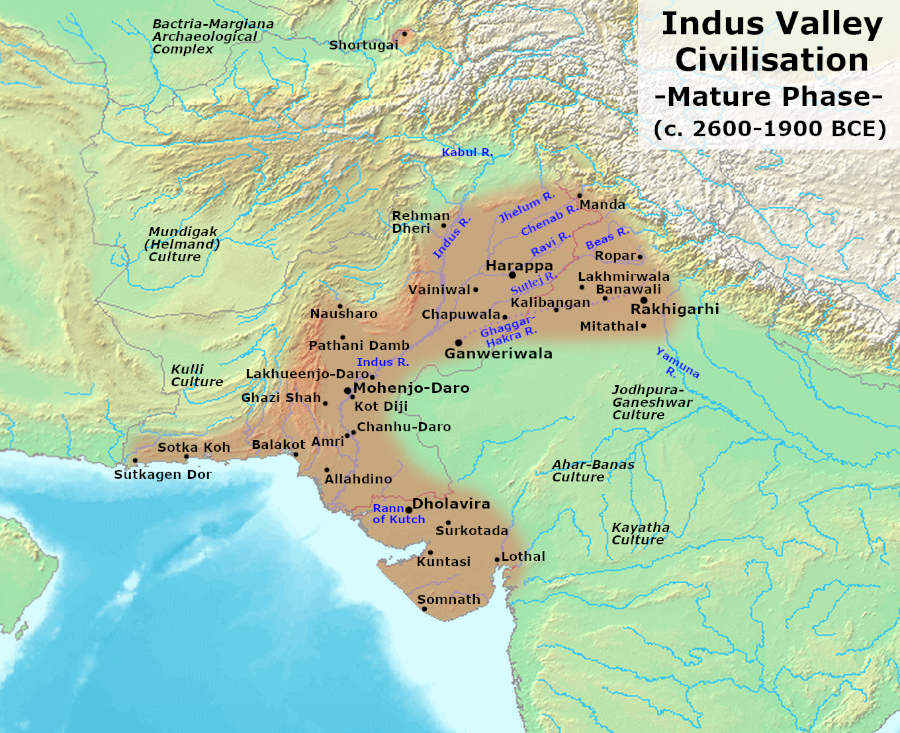
Mở rộng của nền văn minh Thung lũng sông Ấn trong giai đoạn trưởng thành của nó

#### Hỏa giáo và thời đại Hy Lạp

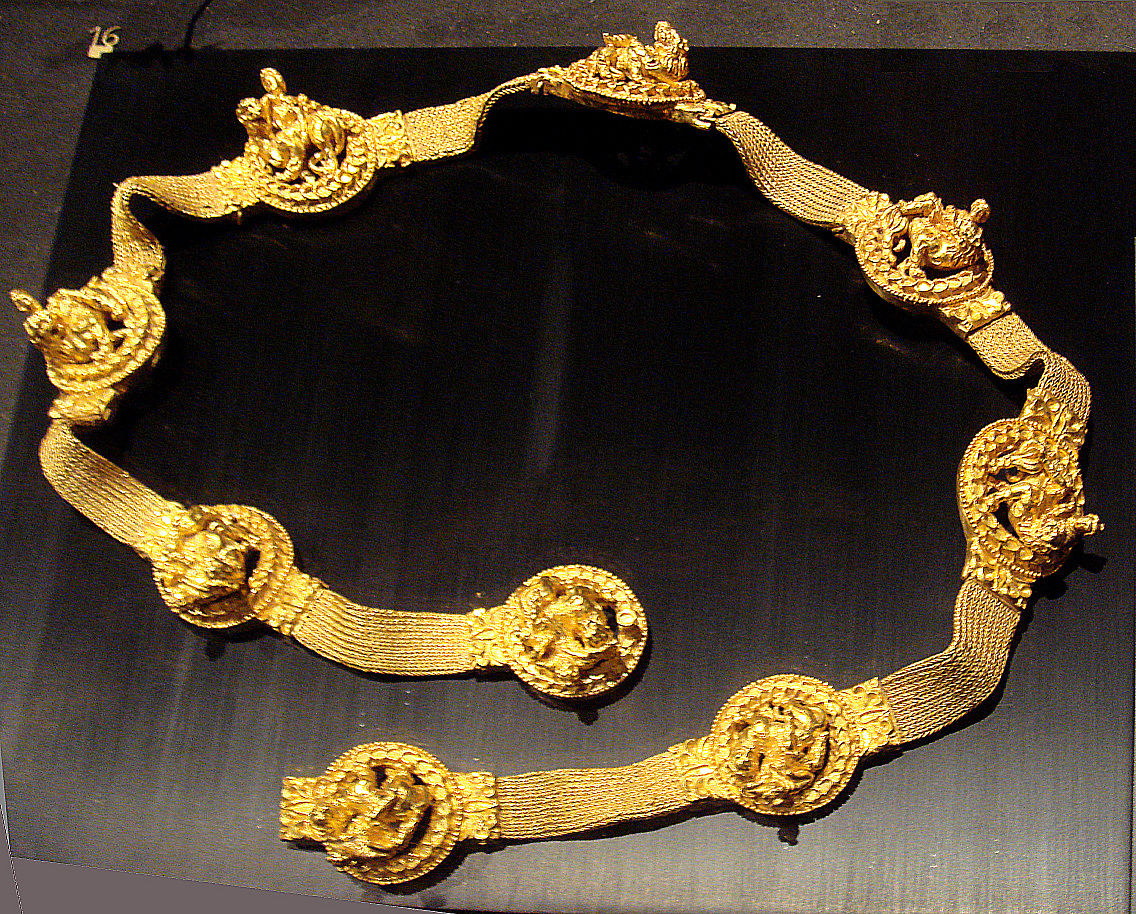
Một chiếc thắt lưng "vàng Bactria" của người Scythia mô tả Dionysus, đến từ Tillya Tepe ở vùng Bactria cổ đại

#### Cuộc chinh phục của Hồi giáo

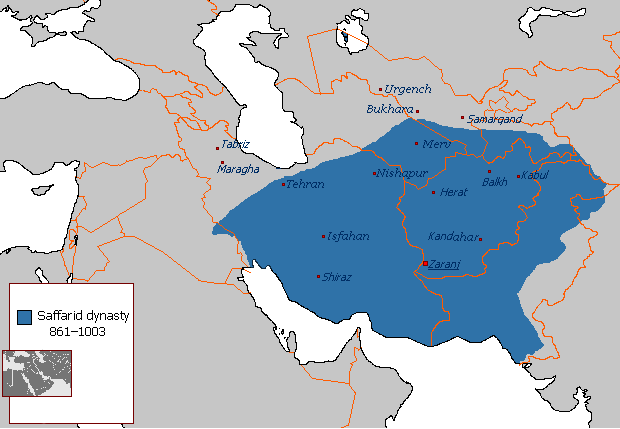
Saffarid cai trị với diện tích lớn nhất dưới thời Ya'qub b. al-Layth al-Saffar

#### Người Mông Cổ và Babur

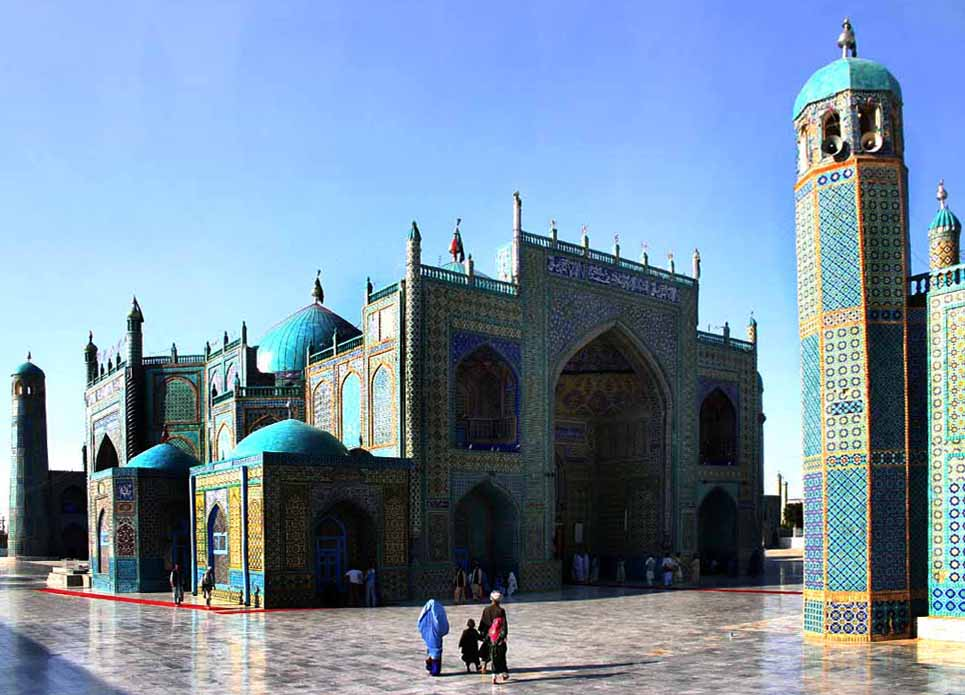
Nhà thờ Hồi giáo Xanh ở Mazar-i-Sharif được xây dựng vào thế kỷ 15

#### Vương triều Hotak và Durrani

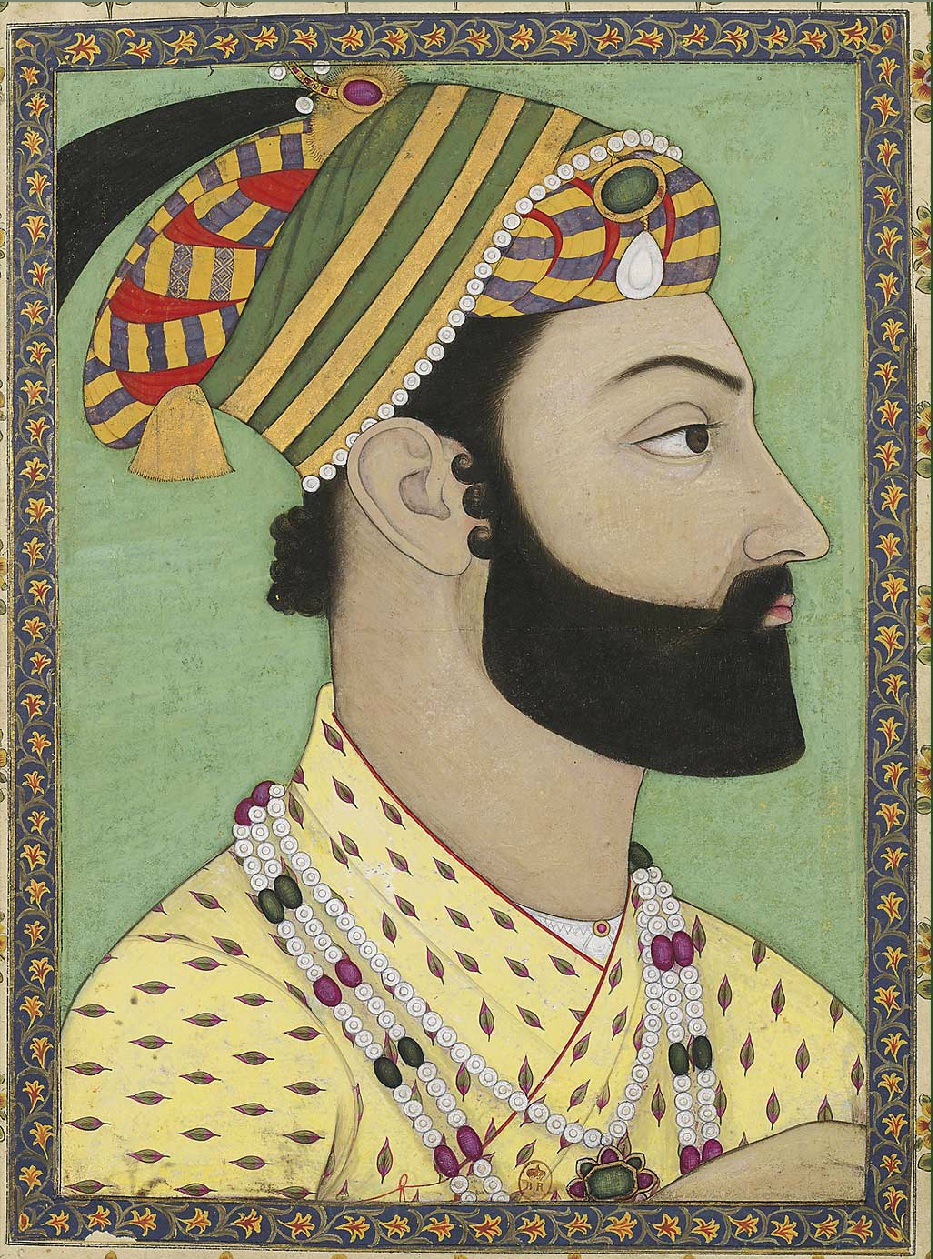
Chân dung Ahmad Shah Durrani.

#### Vương triều Barakzai và các cuộc chiến tranh với Anh

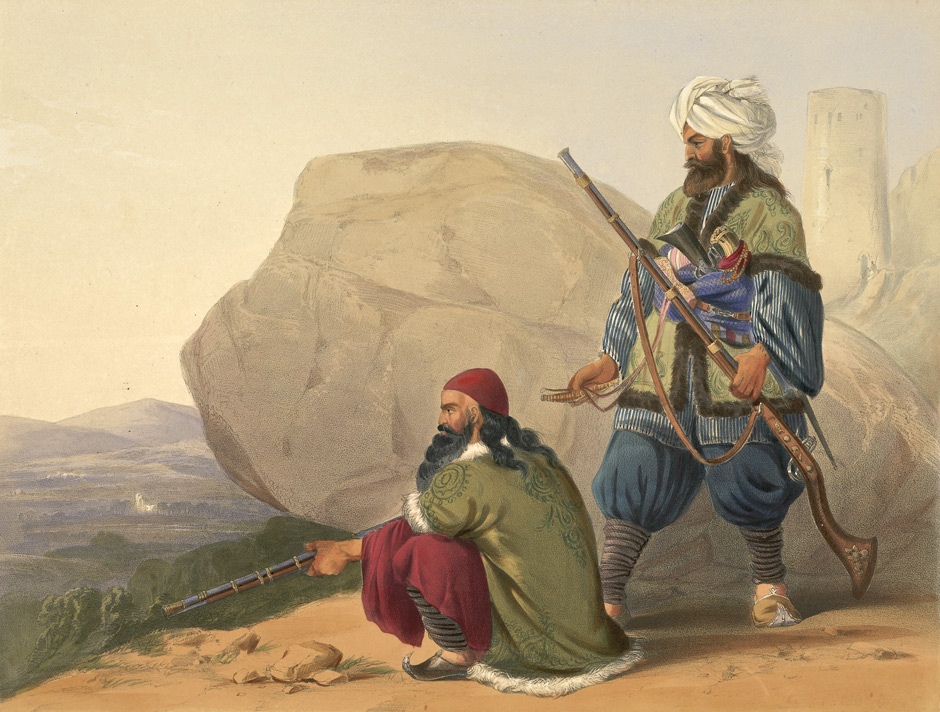
Những người bộ lạc Afghanistan năm 1841, do sĩ quan người Anh James Rattray vẽ

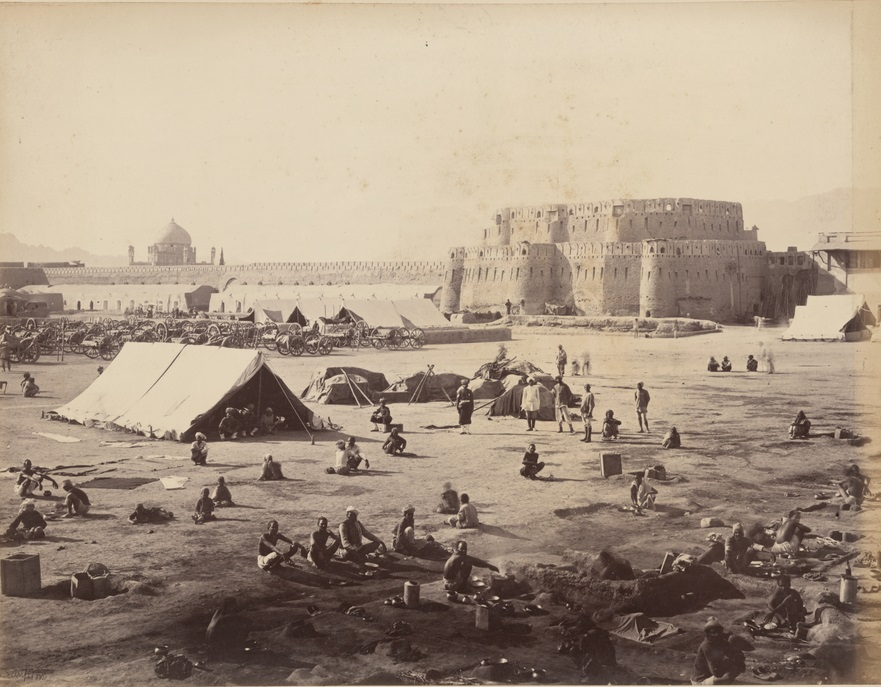
Lực lượng Anh và đồng minh tại Kandahar sau Trận chiến Kandahar năm 1880, trong Chiến tranh Anh-Afghanistan lần thứ hai. Bức tường phòng thủ lớn xung quanh thành phố đã bị dỡ bỏ vào đầu những năm 1930 theo lệnh của Vua Nadir.

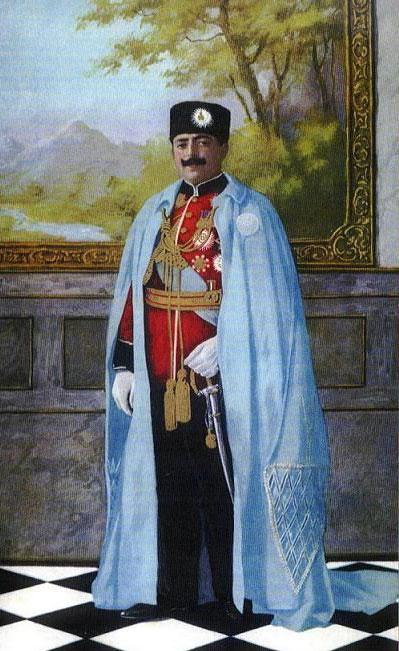
Vua Amanullah Khan xâm lược Ấn Độ thuộc Anh vào năm 1919 và tuyên bố Afghanistan độc lập hoàn toàn sau đó.

### Lịch sử đương đại

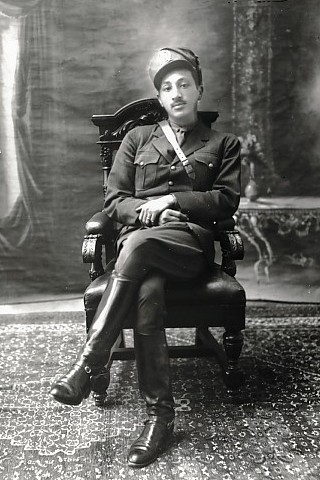
Zahir Shah, vị vua cuối cùng của Afghanistan, trị vì từ năm 1933 đến năm 1973.